# Pachycheles
Pachycheles is een geslacht van tienpotigen uit de familie  Porcellanidae. De wetenschappelijke naam van het geslacht werd in 1858 voor het eerst geldig gepubliceerd door William Stimpson. Hij duidde Porcellana grossimana Guérin-Méneville 1835 als typesoort aan. Deze soort komt voor in de oostelijke Stille Oceaan bij Chili.

## Verspreiding en leefgebied
Pachycheles komt vooral voor in tropische en subtropische wateren, zowel in de Atlantische Oceaan als de oostelijke Stille Oceaan en de Indische Oceaan.

## Soorten
- Pachycheles ackleianus A. Milne-Edwards, 1880
- Pachycheles attaragos Harvey & de Santo, 1997
- Pachycheles barbatus A. Milne-Edwards, 1878
- Pachycheles bellus (Osorio, 1887)
- Pachycheles biocellatus (Lockington, 1878)
- Pachycheles calculosus Haig, 1960
- Pachycheles chacei Haig, 1956
- Pachycheles chubutensis Boschi, 1963
- Pachycheles crassus (A. Milne-Edwards, 1869)
- Pachycheles crinimanus Haig, 1960
- Pachycheles cristobalensis Gore, 1970
- Pachycheles garciaensis (Ward, 1942)
- Pachycheles granti Haig, 1965
- Pachycheles greeleyi (Rathbun, 1900)
- Pachycheles grossimanus (Guérin, 1835)
- Pachycheles hertwigi Balss, 1913
- Pachycheles holosericus Schmitt, 1921
- Pachycheles johnsoni Haig, 1965
- Pachycheles laevidactylus Ortmann, 1892
- Pachycheles marcortezensis Glassell, 1936
- Pachycheles monilifer (Dana, 1852)
- Pachycheles natalensis (Krauss, 1843)
- Pachycheles panamensis Faxon, 1893
- Pachycheles pectinicarpus Stimpson, 1858
- Pachycheles pilosus (H. Milne Edwards, 1837)
- Pachycheles pisoides (Heller, 1865)
- Pachycheles pubescens Holmes, 1900
- Pachycheles riisei (Stimpson, 1859)
- Pachycheles rudis Stimpson, 1859
- Pachycheles rugimanus A. Milne-Edwards, 1880
- Pachycheles sahariensis Monod, 1933
- Pachycheles sculptus (H. Milne Edwards, 1837)
- Pachycheles serratus (Benedict, 1901)
- Pachycheles setiferous Yang, 1996
- Pachycheles setimanus (Lockington, 1878)
- Pachycheles spinidactylus Haig, 1957
- Pachycheles spinipes (A. Milne-Edwards, 1873)
- Pachycheles stevensii Stimpson, 1858
- Pachycheles subsetosus Haig, 1960
- Pachycheles susanae Gore & Abele, 1974
- Pachycheles tomentosus Henderson, 1893
- Pachycheles trichotus Haig, 1960
- Pachycheles velerae Haig, 1960
- Pachycheles vicarius Nobili, 1901